# Vitalis Norström
Johan Vitalis Abraham Norström (født 29. januar 1856 i Åmål, død 29. november 1916 i Alingsås) var en svensk filosof.
Norström studerede i Uppsala, hvor han siden virkede som docent, indtil han 1891 blev professor ved Göteborgs Högskola. Hans vigtigste værker er: Natursammanhang och frihet (1895), Hvad innebär en modern ståndpunkt i filosofien (1898), Masskultur (1910) og navnlig Religion och tanke (1912). Oprindelig udgået af den Boströmske skole, stærkt påvirket af Carl Yngve Sahlin og Pontus Wikner, kæmpede Norström sig efterhånden frem til selvstændighed og klarhed, idet han på en gang frigjorde sig for sine læremestres optimistiske idealisme og vendte sig imod tidens rationalisme og naturalisme; gennem studiet af Kant, der ved sin erkendelseskritik bliver ham tænkeren frem for alle andre, og af de moderne kulturfilosofer Dilthey og Nietzsche når han til en udpræget personlighedsfilosofi, hvori livsvilje og livstro er de dybeste motiver. Norströms kritik af Ellen Keys liberalisme, der fremkaldte en vidtløftig polemik, er stærk og rammende og viser forfatteren som en af Nordens mest udprægede og selvstændige tænkere i sin tid.